# Société d'archéologie et d'histoire de la Moselle
Pour les articles homonymes, voir SAHM.
La Société d'archéologie et d'histoire de la Moselle, créée le 23 mars 1858 par décision préfectorale, a perduré une quarantaine d'années.

## But de la société
Le but de l'association était, comme son nom l'indique, de favoriser la recherche et la communication, concernant l'archéologie et l'histoire de la Moselle.

## Histoire de la société
Cette association comprenait au départ 31 membres qui sont passés à 159 à la fin de l'année. Jusqu'au 14 juillet 1870, les réunions se sont tenues au siège situé dans la bibliothèque de Metz. À partir de 1870, à cause du blocus de la ville par l'armée du Royaume de Prusse, les activités de la société sont fortement perturbées.  
Le siège de la société est transféré de Metz à Briey par les savants messins qui optent pour quitter cette ville annexée. En fait, il n'y aura qu'une séance à Briey le 4 juin 1872. Dans la nuit du 3 au 4 décembre 1871, un violent incendie chez l'éditeur de la société réduit en cendres de précieux ouvrages historiques de celle-ci. Après 1873, il n'y aura plus de nouvelles adhésions.
À la suite du décès du président Abel en 1895, une commission de liquidation se met en place en 1896. La dernière réunion des membres du bureau s'est tenue le 23 août 1897. Enfin, tout l'historique de la société ainsi que ses publications sont édités dans un dernier Mémoire de la Société d'archéologie et d'histoire de la Moselle en 1902.
Le fonds de la Société est déposé aux archives municipales de Metz.

## Les présidents successifs
- Victor Simon (1858-1865)
- Ernest de Bouteiller[7] (1865-1873)
- Charles Abel[8] (1873-1894)[9]
- Nicolas Box (1895), président de la commission de liquidation de la société et auteur de l'historique et des travaux de la société, publiés dans les Mémoires de 1902

## Quelques membres titulaires
- Adolphe Bellevoye
- François-Michel Chabert
- Maurice du Coëtlosquet
- Auguste Migette
- Charles Pêtre
- Auguste Prost[10]

Le dernier volume des Mémoires en donne la liste exhaustive.

## Quelques membres honoraires
- Félix Maréchal
- Gustave de Ponton d'Amécourt[12]

## Publications collectives
- Bulletin de la Société d'archéologie et d'histoire de la Moselle 1858-1874[13]  (ISSN 2390-3694)

- Mémoires de la Société d'archéologie et d'histoire de la Moselle 1859-1902[14]  (ISSN 1277-9229)

- L'Austrasie : revue de Metz et de Lorraine 1858-1859 [15]  (ISSN 1277-9288)

## Publications individuelles
- Ernest de Bouteiller (1826-1883) et Jules Thilloy (1821-1877), Dictionnaire topographique de la France. Dictionnaire topographique de l'ancien département de la Moselle : comprenant les noms de lieu anciens et modernes / rédigé en 1868 sous les auspices de la Société d'archéologie et d'histoire de la Moselle, 1874 (lire en ligne)
- Nicolas Box (1817-1901), Notice sur les pays de la Sarre et en particulier sur Sarreguemines et ses environs. Tomes I et II (lire en ligne)[16]